# Аурихальцит

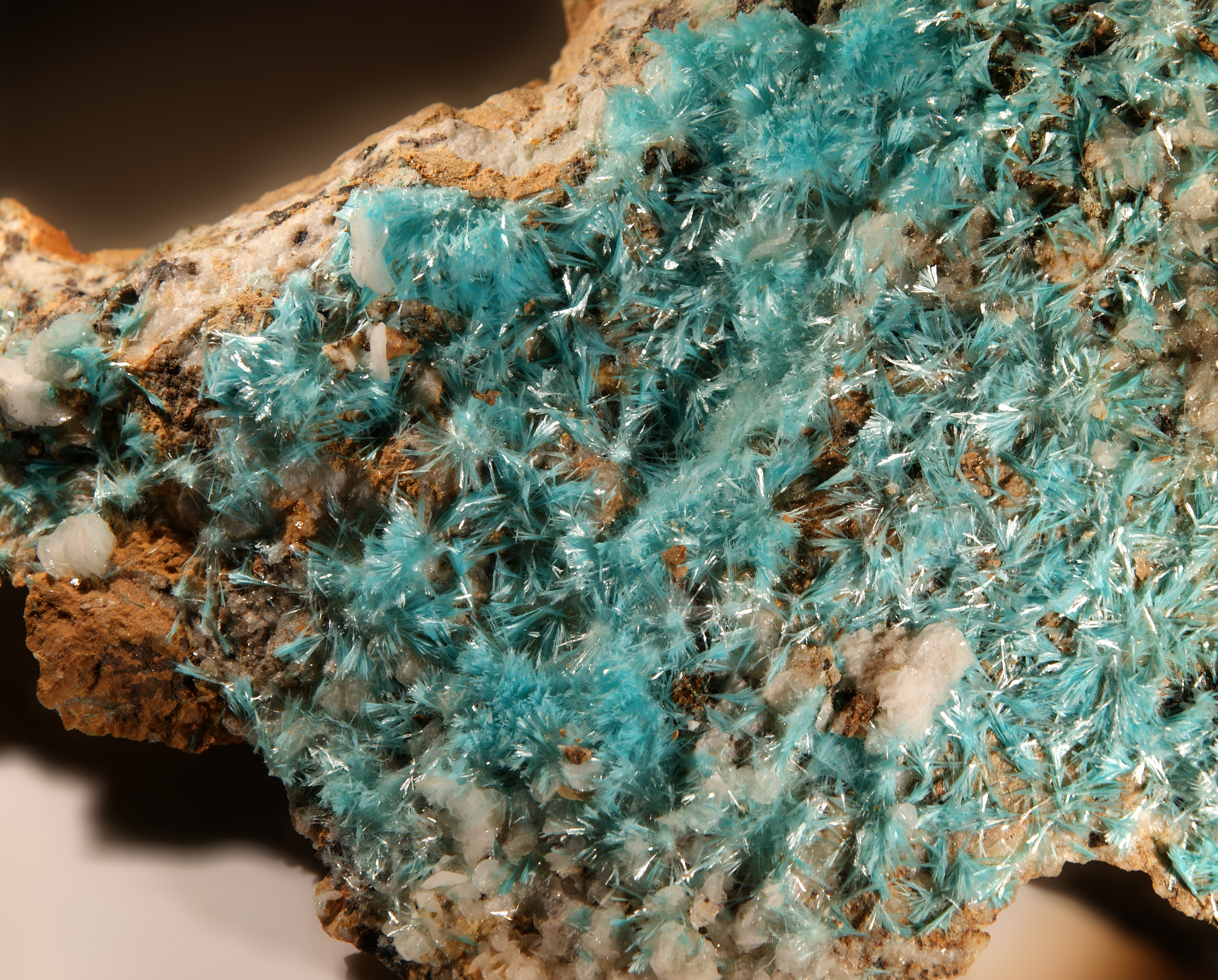
Аурихальцит

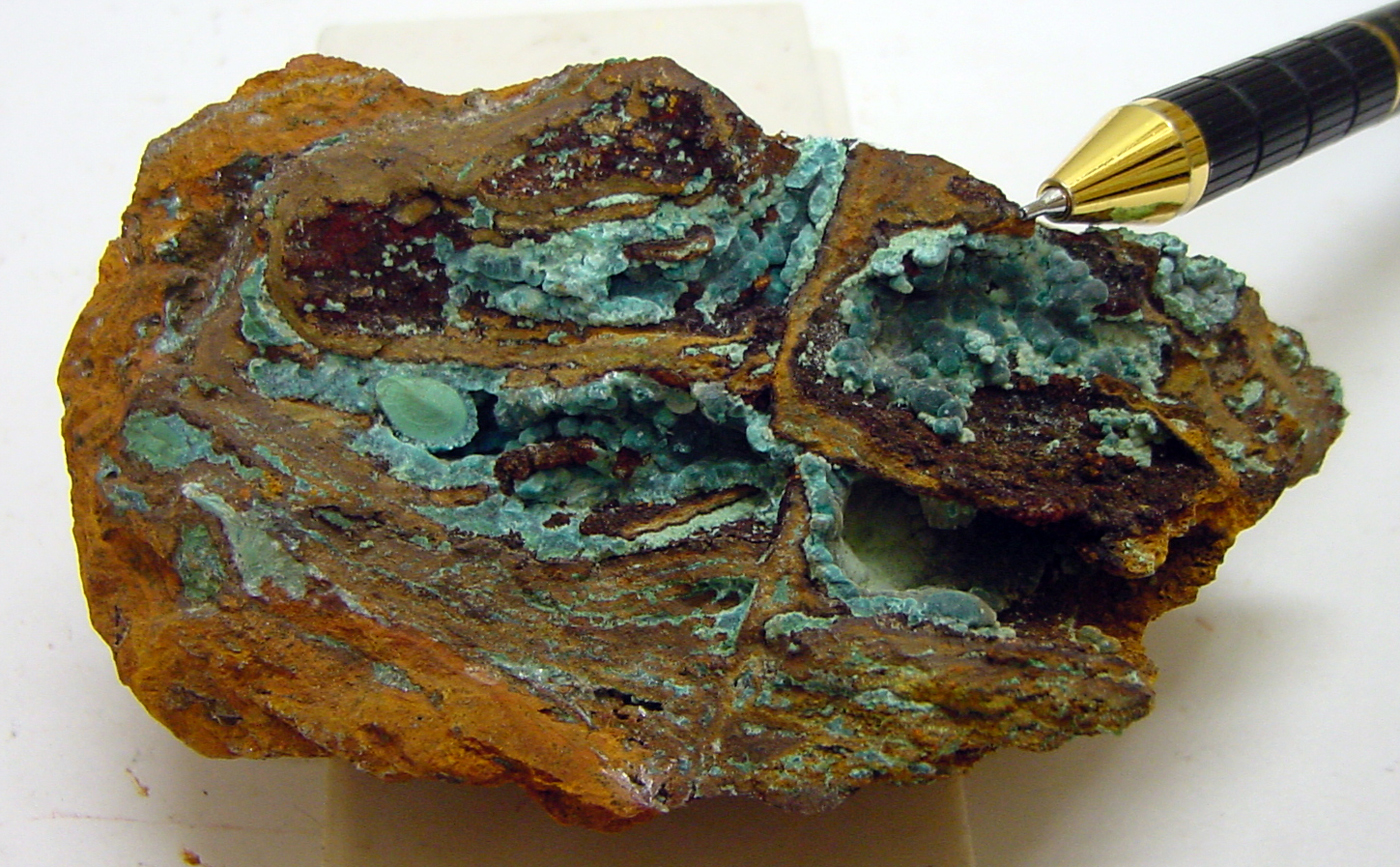
Аурихальцит

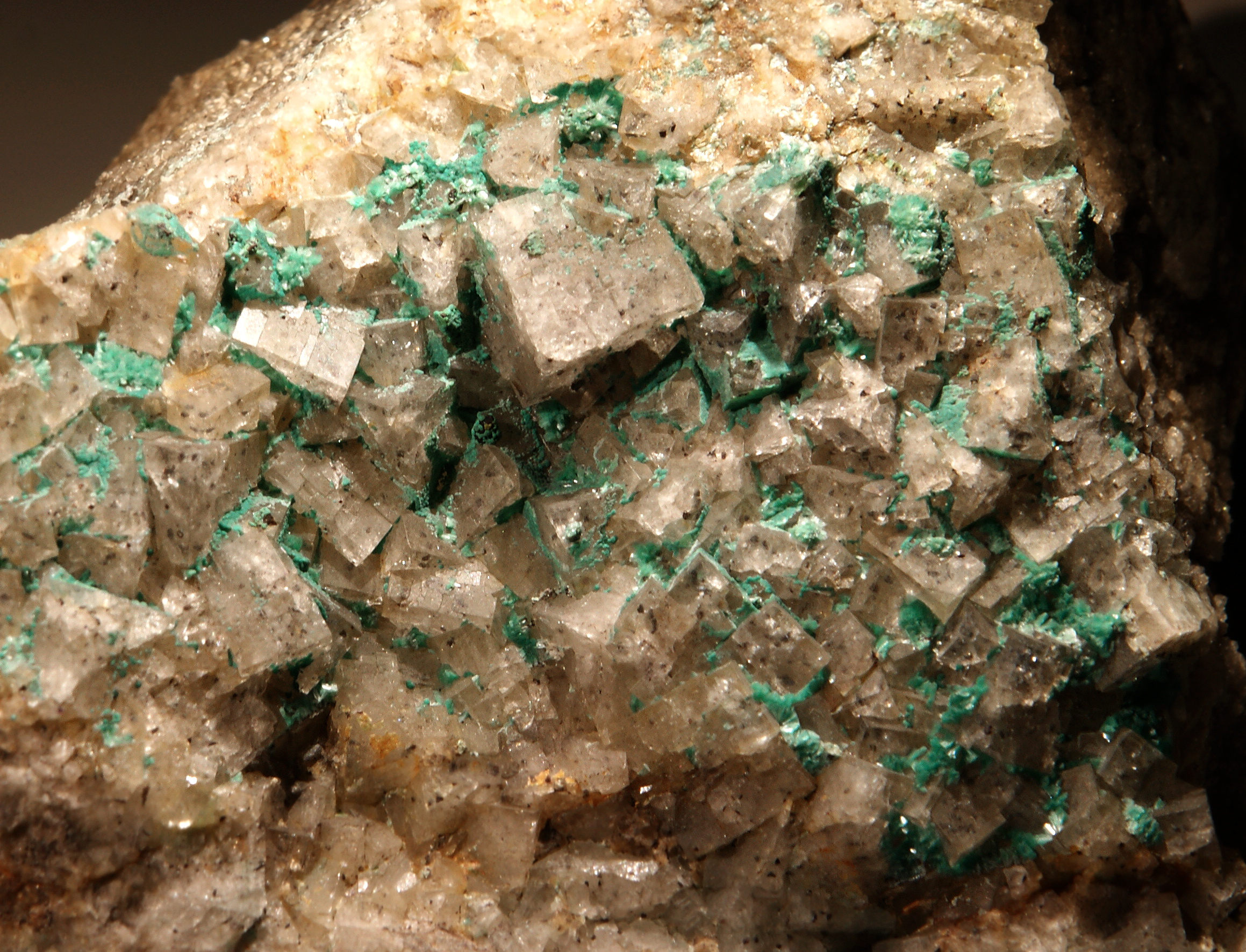
Кристали аурихальциту.

Аурихальцит — мінерал, гідроксилкарбонат цинку та міді.

## Загальний опис
Хімічна формула: 4[(Zn, Cu)5(CO3)2(OH)6]. Містить (%): ZnO — 54,08; CuO — 19,92; CO2 — 16,11; Н2О — 9,89.
Сингонія ромбічна.
Зустрічається у вигляді кірочок, м’яких лусочок. Кристали голчасті.
Густина 3,6.
Твердість 1-2.
Колір та риса бліді, зеленувато-блакитні.
Блиск перламутровий.
Вторинний мінерал в зоні окиснення мідно-цинкових родовищ, асоціює з малахітом, азуритом, купритом та смітсонітом.
Пошукова ознака на цинкові руди.